# Tel (Fluss)
Der Tel ist ein rechter Nebenfluss der Mahanadi im ostindischen Bundesstaat Odisha.
Er entspringt im Norden des Distrikts Nabarangpur, durchfließt gen Osten kurz den Bundesstaat Chhattisgarh und fließt dann weiter nach Nordosten. Er mündet nach etwa 220 Kilometern nahe der Stadt Sonapur in den Fluss Mahanadi.
Der Tel führt nicht durchgehend im Jahr Wasser, sondern trocknet zur Trockenzeit aus.